# Myosotis radix-palaris
Myosotis radix-palaris är en strävbladig växtart som beskrevs av A.P. Khokhryakov. Myosotis radix-palaris ingår i släktet förgätmigejer, och familjen strävbladiga växter. Inga underarter finns listade i Catalogue of Life.